# Imia

Mapa de localização.

Imia (em grego:  Ίμια ou em turco:  Kardak) é um conjunto de dois ilhéus desabitados no mar Egeu, situados entre arco insular grego do Dodecaneso e a costa da Turquia. Ficam a 3,8 milhas náuticas (~7 km) a oeste da costa da província de Muğla, 5,5 mn (~10.1 km) a leste da ilha grega de Calímnos, e a 2.5 mn a sudeste da mais próxima ilha grega, Kalolimnos. A sua superfície total é de 4 hectares. Os ilhéus também são conhecidos como Limnia na Grécia, ou İkizce na Turquia, ou ainda como Heipethes em mapas mais antigos. Imia/Kardak foi objecto de uma crise militar e política sobre que estado exerce a sua soberania, se a Grécia, se a Turquia, em 1996.
A disputa sobre Imia/Kardak é parte da mais vasta disputa do Egeu, que incide também sobre a plataforma continental, sobre as águas territoriais, sobre o espaço aéreo, sobre as Flight Information Regions (FIR) e sobre a desmilitarização das ilhas no mar Egeu.